# Maximin Deloche

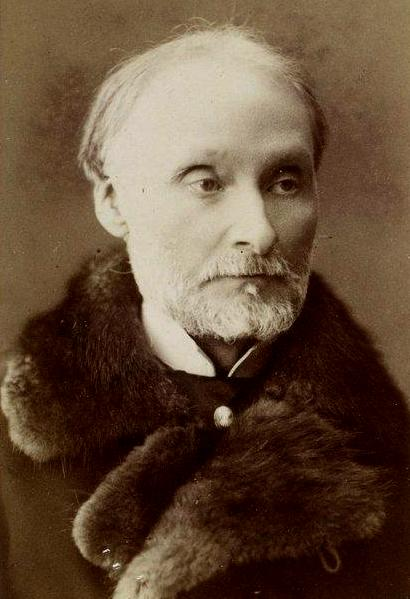
Maximin Deloche

Jules Edmond Maximin Deloche (* 27. Oktober 1817 in Tulle; † 12. Februar 1900 in Paris) war ein französischer Historiker.
Deloche war mehrere Jahre in der Verwaltung der algerischen Provinz Constantine tätig und bekleidete ab 1853 verschiedene Posten, unter anderem im französischen Handelsministerium. 
Deloche war seit 1871 Mitglied in der Académie des Inscriptions et Belles-Lettres.

## Werke
- Étienne Baluze, sa vie et ses oeuvres. Paris 1858.
- Cartulaires de l’abbaye de Beaulieu. Paris 1859.
- Études sur la géographie historique da la Gaule et spécialement sur les divisions territoriales du Limousin au moyen âge. Imprimerie Impériale, Paris 1861.
- La Trustis et l’antrustion royal sous les deux premières races. Imprimerie nationale, Paris 1873.
- La maison du Cardinal de Richelieu: document inédit. H. Champion, Paris 1912.